# Козельськ (Журомінський повіт)
Козельськ (пол. Kozielsk) — село в Польщі, у гміні Кучборк-Осада Журомінського повіту Мазовецького воєводства.
Населення — 61 особа (2011).
У 1975-1998 роках село належало до Цехановського воєводства.

## Демографія
Демографічна структура станом на 31 березня 2011 року:
|          | Загалом | Допрацездатний вік | Працездатний вік | Постпрацездатний вік |
| -------- | ------- | ------------------ | ---------------- | -------------------- |
| Чоловіки | 33      | 7                  | 24               | 2                    |
| Жінки    | 28      | 5                  | 16               | 7                    |
| Разом    | 61      | 12                 | 40               | 9                    |